# Adrenokortikotropiskt hormon
Adrenokortikotropt hormon, ACTH (adrenocorticotropic hormone) eller kortikotropin är ett peptidhormon som bildas i hypofysens framlob. Regleringen stimuleras av ACTH-RH (även kallat kortikotropinfrisättande hormon, CRH). Hormonet stimulerar utsöndringen av binjurebarkens hormoner, det vill säga aldosteron, kortisol och androgener.
Regleringen av ACTH-utsöndringen regleras dels av dygnsrytmen (störst utsöndring av ACTH mot slutet av natten och tidig morgon, minst sent på kvällen), men också av mängden fritt kortisol i kroppen (via negativ återkoppling).